# Dingleton
Dingleton, ehemals Sishen [ˈsɪʃɘn] (von Setswana Sesheng, ‚Neuer Ort‘) ist eine Siedlung in der südafrikanischen Provinz Nordkap (Northern Cape). Es liegt in der Gemeinde Gamagara im Distrikt John Taolo Gaetsewe und ist durch den Eisenerzbergbau in der Sishen Mine bekannt.

## Geographie
Dingleton liegt im dünn besiedelten Landesinneren, über 600 Kilometer vom Meer entfernt. Östlich der Siedlung liegt die Sishen-Mine. Die Stadt Kathu liegt zwölf Kilometer nordöstlich und wird wie Dingleton von Bergleuten und ihren Familien bewohnt. Die Stadt Kuruman als nächste größere Stadt liegt rund 60 Kilometer nordöstlich.
Die Kolomela Mine (ehemals Sishen South Project) ist eine weitere Eisenerzmine 80 Kilometer südlich von Dingleton.
Nach der Volkszählung von 2011 lebten zu diesem Zeitpunkt im statistischen Bezirk Dingleton insgesamt 11.034 Menschen. In der Siedlung Sishen Mine waren es anteilig 5105 Personen, in der systematisch angelegten Siedlung Mapoteng dagegen 5929.

## Geschichte
1947 begann der Eisenerzabbau in der Sishen-Mine. 1990 wurde die Siedlung Sishen in Dingleton umbenannt.

## Verkehr

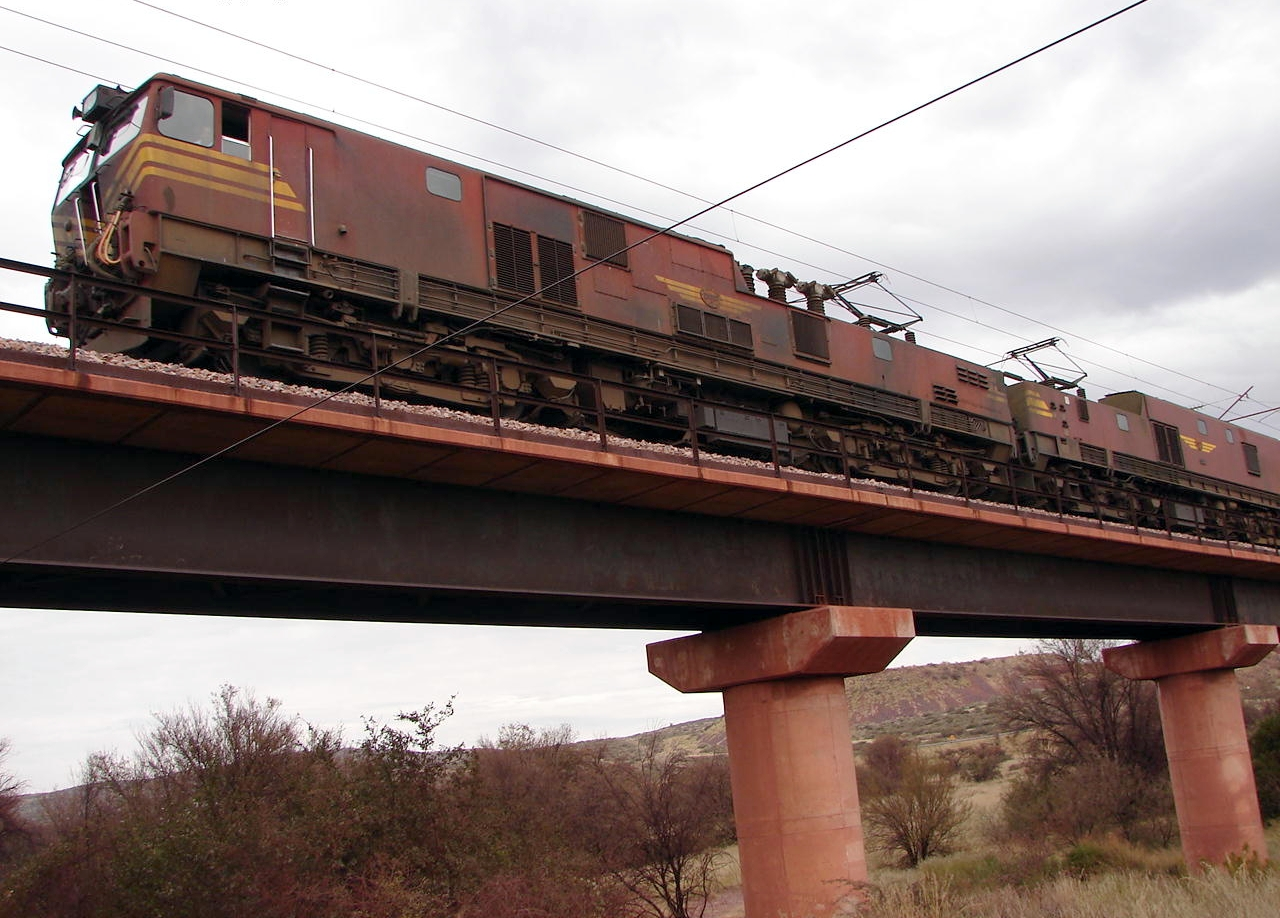
Erzzug bei Dingleton

Das Eisenerz wird über die 861 Kilometer lange, von 1973 bis 1976 errichtete Bahnstrecke Sishen–Saldanha zum Erzterminal im Hafen Saldanha transportiert. Die Züge sind über zwei Kilometer lang, teilweise bis vier Kilometer, und gehören zu den schwersten Güterzügen der Erde. Die Strecke ist elektrifiziert. 

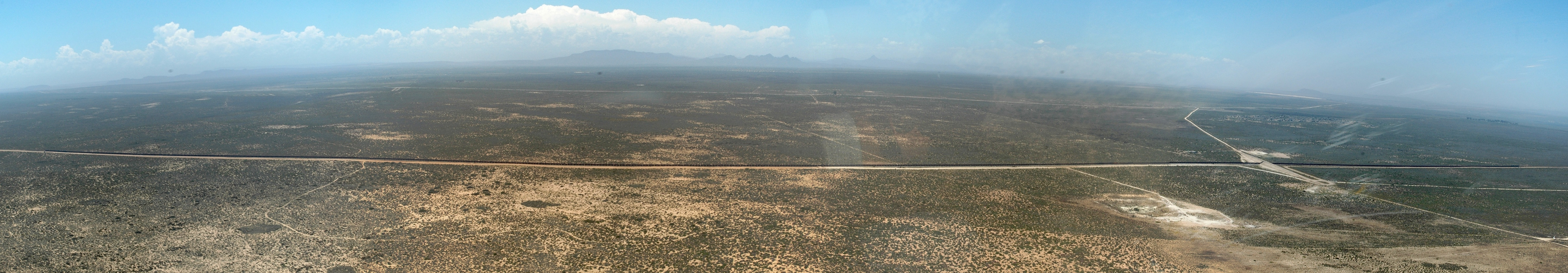
Zug auf der Strecke nach Saldanha

Der Flughafen Sishen Airport liegt näher an Kathu als an Dingleton. Die Nationalstraße N14 führt östlich an Dingleton vorbei.